# Ari Ben-Menashe
Ari Ben-Menashe (hebräisch: ארי בן מנשה; geboren 4. Dezember 1951 in Teheran, Iran) ist ein israelisch-kanadischer Geschäftsmann, Sicherheitsberater und Autor. Zuvor war er von 1977 bis 1987 Mitarbeiter des israelischen Militärgeheimdienstes und Waffenhändler. Aufgrund seiner Rolle im Iran-Contra-Skandal saß er ein Jahr lang in den Vereinigten Staaten in Haft, bevor er schließlich freigesprochen wurde. Er siedelte später nach Kanada über und wurde als Unternehmer, Berater und Lobbyist tätig.

## Laufbahn
Ari Ben-Menashe ist der Sohn irakischer Juden, welche sich 1945 im benachbarten Iran in Teheran angesiedelt hatten, wo Ari geboren wurde. Die Familie emigrierte später nach Israel. Von 1974 bis 1977 diente er bei den israelischen Verteidigungsstreitkräften im Bereich Fernmelde- und Elektronische Aufklärung. 1977 trat Ben-Menashe in den israelischen Militärgeheimdienst Aman ein. Später sagte er: „Ich war zufällig der richtige Mann zur richtigen Zeit. Ich sprach Persisch, Arabisch und Englisch.“ Nach der Islamischen Revolution im Jahr 1979 wurde Ben-Menashe zu einem Verbindungsglied zum neuen Regime, da er Persisch sprach, einige Mitglieder der neuen Regierung noch aus seiner Schulzeit kannte und infolgedessen laut Eigenangaben bei den israelischen Bemühungen, Waffen an den Iran zu verkaufen, eine Vermittlerrolle spielte. Diese standen in engem Zusammenhang mit der Entscheidung der israelischen Regierung, die „Oktober-Überraschung“ der Reagan-Kampagne zu unterstützen, mit der sichergestellt werden sollte, dass die vom Iran und seinen Verbündeten festgehaltenen amerikanischen Geiseln nach einem Zeitplan freigelassen wurden, der Ronald Reagan und nicht den amtierenden US-Präsidenten Jimmy Carter im amerikanischen Wahlkampf stärkte.
Im September 1986 gab Ben-Menashe dem Time-Korrespondenten Raji Samghabadi Informationen über die von der CIA organisierten Waffenlieferungen an den Iran, die später als Iran-Contra-Affäre bekannt wurden. Die Time war nicht bereit, die Anschuldigungen zu veröffentlichen, und Ben-Menashe gab die Informationen später an die libanesische Zeitung Ash-Shiraa weiter, die sie am 3. November 1986 veröffentlichte. Laut Ben-Menashe geschah dies auf Anweisung des Likud-Vorsitzenden Yitzhak Shamir, um seinen Rivalen von der Arbeitspartei Awoda, Schimon Peres, in Verlegenheit zu bringen, dessen Arbeitspartei Shamir und den Likud wegen geheimer Aktivitäten wie den Waffenlieferungen an den Iran kritisiert hatte. Ben-Menashe war noch bis 1987 offiziell für den Aman tätig und soll für zwei Jahre als Geheimdienstberater von Yitzhak Shamir fungiert haben.

### Verhaftung und Prozess in den USA
Im November 1989 wurde er in den Vereinigten Staaten wegen Verstoßes gegen den Arms Export Control Act verhaftet, weil er versucht hatte, drei Lockheed C-130 Hercules-Transportflugzeuge unter Verwendung falscher Endnutzerbescheinigungen an den Iran zu verkaufen. Nach seiner Verhaftung begann Ben-Menashe mit Journalisten zu sprechen und geheime Informationen zu verraten. Israel versuchte, ihn zu diskreditieren und stritt ab, dass er Teil israelischer Geheimdienstkreise gewesen sei. Die Behauptungen wurden fallen gelassen, nachdem Ben-Menashe Newsweek Arbeitszeugnisse aus israelischen Geheimdienstquellen zeigen konnte. Nach fast einem Jahr Haft wurde er am 28. November 1990 freigesprochen, da die Geschworenen seine Verteidigung akzeptierten, dass er im Auftrag Israels gehandelt habe. Der ehemalige Time-Korrespondent Raji Samghabadi, dem Ben-Menashe Einzelheiten über die Iran-Contra-Affäre mitgeteilt hatte, bevor sie öffentlich wurden, erwies sich als wichtiger Zeuge der Verteidigung. Samghabadi sagte aus, dass Ben-Menashe ihm mehrere Monate vor dem Bekanntwerden der Affäre von den US-amerikanischen und israelischen Waffengeschäften erzählt hatte, die zur Grundlage der Iran-Contra-Affäre werden sollten, was darauf hindeutete, dass er über hochrangiges Insiderwissen verfügte.

### Späteres Leben
Ben-Menashe floh in den frühen 1990er Jahren nach Australien. Er gab an, er sei Opfer der Verfolgung durch die israelische und die US-amerikanische Regierung. Er hatte zuvor Geheimnisse über das Israelische Atomwaffenprogramm an den Journalisten Seymour Hersh gegeben und über die „Oktober-Überraschung“ des Präsidentschaftswahlkampfes von Ronald Reagan von 1980 gesprochen. Er verließ später Australien und ließ sich in Kanada nieder. 1993 heiratete er eine Kanadierin und zog nach Montreal; drei Jahre später erhielt er die kanadische Staatsbürgerschaft. Im Jahr 2002 wurde er während eines erbitterten Scheidungsverfahrens verhaftet und wegen Körperverletzung angeklagt, nachdem seine Frau und seine Schwiegermutter Anzeige erstattet hatten; er wurde jedoch später freigesprochen.
In Kanada soll Ben-Manashe als Berater des kanadischen Geheimdienstes tätig gewesen sein und kanadischen Agenten Briefings über das, was er über das Innenleben der Regierungen wusste, mit denen er zu tun hatte, gegeben haben. Über ein eigenes Lobbyingunternehmen unterhielt er Kontakte zu u. a. zu dem sudanesischen General Mohammed Hamdan Daglo und der Militärregierung in Myanmar, um das Image dieser Regime im Westen zu verbessern. Er arbeitete auch mit dem simbabwischen Diktator Robert Mugabe zusammen und fungierte als Zeuge im Prozess gegen Oppositionsführer Morgan Tsvangirai. Ben-Menashe behauptete Tsvangirai hätte ihn gefragt, ihm zu helfen, Mugabe zu „eliminieren“. Tsvangirai wurde wegen Hochverrats angeklagt, allerdings später freigesprochen.
Im Dezember 2012 wurde Ben-Menasches Haus in Montreal durch eine Brandbombe schwer beschädigt. Der National Post zufolge meinte Ben-Menasche: „Jemand hatte es auf mich abgesehen“.

## Enthüllungen und Behauptungen
Ben-Menashe stellte nach seiner Verhaftung verschiedene Behauptungen auf, deren Glaubwürdigkeit häufig schwer nachzuprüfen sind. 1992 veröffentlichte Ben-Menashe ein Buch über seine Beteiligung an der Iran-Contra-Affäre und Geheimdienstoperationen im Auftrag des israelischen Geheimdienstes mit dem Titel Profits of War: Inside the Secret U.S.-Israeli Arms Network.

### Robert Maxwell
Ben-Menashe behauptete, dass Robert Maxwell, der Eigentümer der Zeitungen der Mirror Group im Vereinigten Königreich, ein Mossad-Agent gewesen sei und dass Maxwell der israelischen Botschaft 1986 einen Hinweis auf den israelischen Nukleartechniker Mordechai Vanunu gegeben habe, nachdem Vanunu und ein Freund sich mit Informationen über Israels Atomwaffenprogramm an den Sunday Mirror und die Sunday Times in London gewandt hatten. Vanunu wurde anschließend vom Mossad in einer Honigfalle von London nach Rom gelockt, entführt, nach Israel zurückgebracht und zu 18 Jahren Gefängnis verurteilt. Laut Ben-Menashe arbeitete auch der Redakteur des Daily Mirror für Außenpolitik, Nicholas Davies, für den Mossad und war in die Vanunu-Affäre verwickelt. Die ehemalige Ehefrau von Davies, Janet Fielding, bestätigte in dem Buch auch, dass sie wusste, dass Ben-Menashe für den israelischen Geheimdienst arbeitete und dass Menashe und Davies Geschäftspartner einer Waffenfirma waren, die während des Iran-Irak-Krieges Waffen von Israel an den Iran verkaufte. Ben-Menashe war für den mit dem Pulitzer-Preis ausgezeichneten Journalisten der New York Times, Seymour Hersh, eine wichtige Quelle für sein Buch über Israels Atomwaffen, The Samson Option: Israel's Nuclear Arsenal and American Foreign Policy („Israels Atomwaffenarsenal und die amerikanische Außenpolitik“), das 1991 in Großbritannien von Faber and Faber veröffentlicht wurde. Die Veröffentlichung des Buches löste einen Rechtsstreit mit Robert Maxwell aus.
Am 5. November 1991 stürzte Robert Maxwell von seiner Jacht, der Lady Ghislaine (benannt nach seiner Tochter Ghislaine Maxwell). Ben-Menashe behauptete, Maxwell sei vom Mossad ermordet worden, weil er versucht habe, diesen mit seinen Informationen zu erpressen.

### Oktober-Überraschung
Ben-Menashe sagte 1991 aus, er habe persönlich miterlebt, wie George H.W. Bush im Oktober 1980 in Paris an einem Treffen mit Mitgliedern der iranischen Regierung teilnahm, das Teil einer verdeckten Operation der Republikanischen Partei war, die darauf abzielte, dass die 52 im Iran festgehaltenen US-Geiseln so lange dort blieben, bis Präsident Jimmy Carter, der über ihre Freilassung verhandelte, die Präsidentschaftswahlen 1980 gegen Ronald Reagan verloren hatte.

### Epsteins Verstrickungen in dem Mossad
Seit 2019 erklärte Ben-Menashe immer wieder gegenüber Journalisten wie Dylan Howard, dass Jeffrey Epstein für den Mossad gearbeitet habe. Epsteins Aktivitäten hätten dazu gedient, kompromittierendes Material über mächtige Personen zu sammeln, um diese damit erpressen zu können: Er sagte „Epstein gehörte zum Geheimdienst. Er führte klassische Honigfallenoperation durch. Und ja, der Mossad war beteiligt.“

## Werke
- Profits of War: Inside the Secret U.S.-Israeli Arms Network. Sheridan Square Press, New York 1992, ISBN 1-879823-01-2 (englisch).